# 꼬마공룡 크앙
《꼬마공룡 크앙》은 (주)쏘울크리에이티브와 스튜디오 도파라가 제작한 대한민국의 애니메이션으로, 2022년 12월 29일부터 2023년 3월 23일까지 매주 목요일 오후 5시 15분에 KBS 2TV에서 방영했고, 1주일 후인 30일부터 4월 6일까지 크앙과 게임해요를 방영했다.

## 방송 일시
| 방송 채널 | 방송일                            | 방송 시간 |
| --------- | --------------------------------- | --------- |
| KBS 2TV   | 2022년 12월 29일 ~ 2023년 4월 6일 | 종료      |

## 줄거리
일상생활과 안전에 대한 스토리를 아이들의 눈높이에 맞춰 음악을 통해 신나고 쉽게 배울 수 있게끔 즐거운 음악 애니메이션으로 보여주고자 한다.

## 등장인물
- 크앙(티라노사우루스)
- 캐리(트리케라톱스)
- 그리니(브라키오사우루스)
- 피코(피나코사우루스)
- 토비(프테라노돈)
- 지니(버스)
- 토토

## 목소리 출연
- 이새벽: 크앙
- 김하루: 캐리
- 정유정: 그리니, 지니
- 김가령: 피코, 토토
- 강시현: 토비

## 제작진
- 책임프로듀서: 김자현
- 프로듀서: 이순주
- 원작: 쏘울크리에이티브
- 제작총괄: 이희승, 임만식
- 제작책임 - 이두희
- 기획: 임만식
- 감독: 김진철
- 프로듀서: 이지민, 이지혜
- 시나리오: 강나루, 김근영, 박지연라이터스룸(이밝음, 곽희빈) 전건우
- 자문 - 김상욱, 박영임, 김력
- 스토리보드: 이지은, 송미경, 정가원, 박인산, 이지은
- 디자인, 슈퍼바이저 - 지봉구
- 디자인: 홍수현, 백소희, 윤서정, 손민희, 양혜인, 강은주, 이혜인, 이윤정
- 사업총괄 - 신장선
- 슈퍼바이저 총괄: 정성호
- 모델링&텍스처: 강선웅, 한누리, 조준형, 강정은, 이은호
- 리깅: 이정훈, 박병섭, 하태성
- 애니메이션 슈퍼바이저: 이성국
- 애니메이션: 김민성, 한아름, 신은정, 이소라, 이차연, 김채원, 권수빈, 김지구
- 애니 제작: 쏘울크리에이티브
- 라이팅&렌더링 슈퍼바이저: 조성북
- 라이팅&렌더링 김지원
- 레벨링: 최상현
- 테크니컬 프로그래머: 김동화
- 이펙트 슈퍼바이저: 권용옥, 박혜인, 손진하
- 모션 그래픽: 장수진, 송하나
- 제작지원/편집: 김채현
- 제작협력: PT. Dofala Indonesia
- 마케팅 총괄: 신장선
- SNS/디지털마케팅: 김윤서
- 회계: 최진, 전성희, 이정은
- 음악감독, 엔딩: 홍예솔
- 주제가 작곡·믹싱: 봄솔
- 주제가 편곡: 김택형
- 주제가 작사: 임만식
- 오프닝 노래: 정유정
- 사운드 효과: 김한나, 주노
- 보이스 에디팅: 주노, 김한나
- 사운드 믹싱: 김한나, 주노, 김희집
- 효과 믹싱 - 김효석
- 사운드 믹싱 스튜디오: GG Sound, 에이치에스코퍼레이션
- 제작지원: 한국콘텐츠진흥원
- 홈페이지: 김하늘, KBS미디어
- 종합편집: 정혜원, 이수은
- 자막디자인: 황은서
- 조연출: 차한결
- 연출: 이순주
- 기획: KBS
- 제작: SOUL CREATIVE, DOFALA ANIMATION STUDIO
- 저작권: 쏘울크리에이티브, 도파라 ALL Rights Reseryed.

## 방영 목록
| 회차 | 주제                         | 방송 일자        |
| 1화  | 장난감을 빌려줘              | 2022년 12월 29일 |
| 1화  | 천천히 꼭꼭                  | 2022년 12월 29일 |
| 2화  | 제자리에 둬요                | 2023년 1월 5일   |
| 2화  | 일찍 자요                    | 2023년 1월 5일   |
| 3화  | 함부로 만지면 안 돼요        | 2023년 1월 12일  |
| 3화  | 쓰래기는 쓰래기통에          | 2023년 1월 12일  |
| 4화  | 양치를 해요                  | 2023년 1월 19일  |
| 4화  | 야채를 먹어요                | 2023년 1월 19일  |
| 5화  | 내가 잘하는것                | 2023년 1월 26일  |
| 5화  | 손을 씻어요                  | 2023년 1월 26일  |
| 6화  | 솔직하게 말해요              | 2023년 2월 2일   |
| 6화  | 나 혼자 놀거야               | 2023년 2월 2일   |
| 7화  | 돌아다니며 먹지 말아요       | 2023년 2월 9일   |
| 7화  | 그리니의 생일                | 2023년 2월 9일   |
| 8화  | 물을 아껴 써요               | 2023년 2월 16일  |
| 8화  | 미안하다고 말해요            | 2023년 2월 16일  |
| 9화  | 물건을 함부로 던지면 안 돼요 | 2023년 2월 23일  |
| 9화  | 캐리도 로봇이 좋아           | 2023년 2월 23일  |
| 10화 | 전기를 아껴 써요             | 2023년 3월 2일   |
| 10화 | 딸꾹질을 멈춰줘              | 2023년 3월 2일   |
| 11화 | 낙서는 약속된 곳에           | 2023년 3월 9일   |
| 11화 | 질서를 지켜요                | 2023년 3월 9일   |
| 12화 | 건강하게 놀아요              | 2023년 3월 16일  |
| 12화 | 떼쓰지 말아요                | 2023년 3월 16일  |
| 13화 | 아픈 친구를 배려해요         | 2023년 3월 23일  |
| 13화 | 말은 끝까지 들어요           | 2023년 3월 23일  |

## 크앙과 게임해요
| 회차      | 주제                           | 방송 일자       |
| 1화       | 우리 함께 놀아요               | 2023년 3월 30일 |
| 1화       | 따라가면 위험해요              | 2023년 3월 30일 |
| 1화       | 게임하겠다고 고집부리지 않아요 | 2023년 3월 30일 |
| 최종화(2) | 즐겁게 게임해요                | 2023년 4월 6일  |
| 최종화(2) | 게임을 통해 배워요             | 2023년 4월 6일  |
| 최종화(2) | 규칙을 정하고 게임해요         | 2023년 4월 6일  |